# Dicranomyia (Dicranomyia) norfolcensis
Dicranomyia (Dicranomyia) norfolcensis is een tweevleugelige uit de familie steltmuggen (Limoniidae). De soort komt voor in het Australaziatisch gebied.